# Општина Албешти-Палеологу (Прахова)
Албешти-Палеологу (рум. Albeşti-Paleologu) општина је у Румунији у округу Прахова.
Oпштина се налази на надморској висини од 109 m.